# Militärflugplatz Chazerim

i7
i11
i13

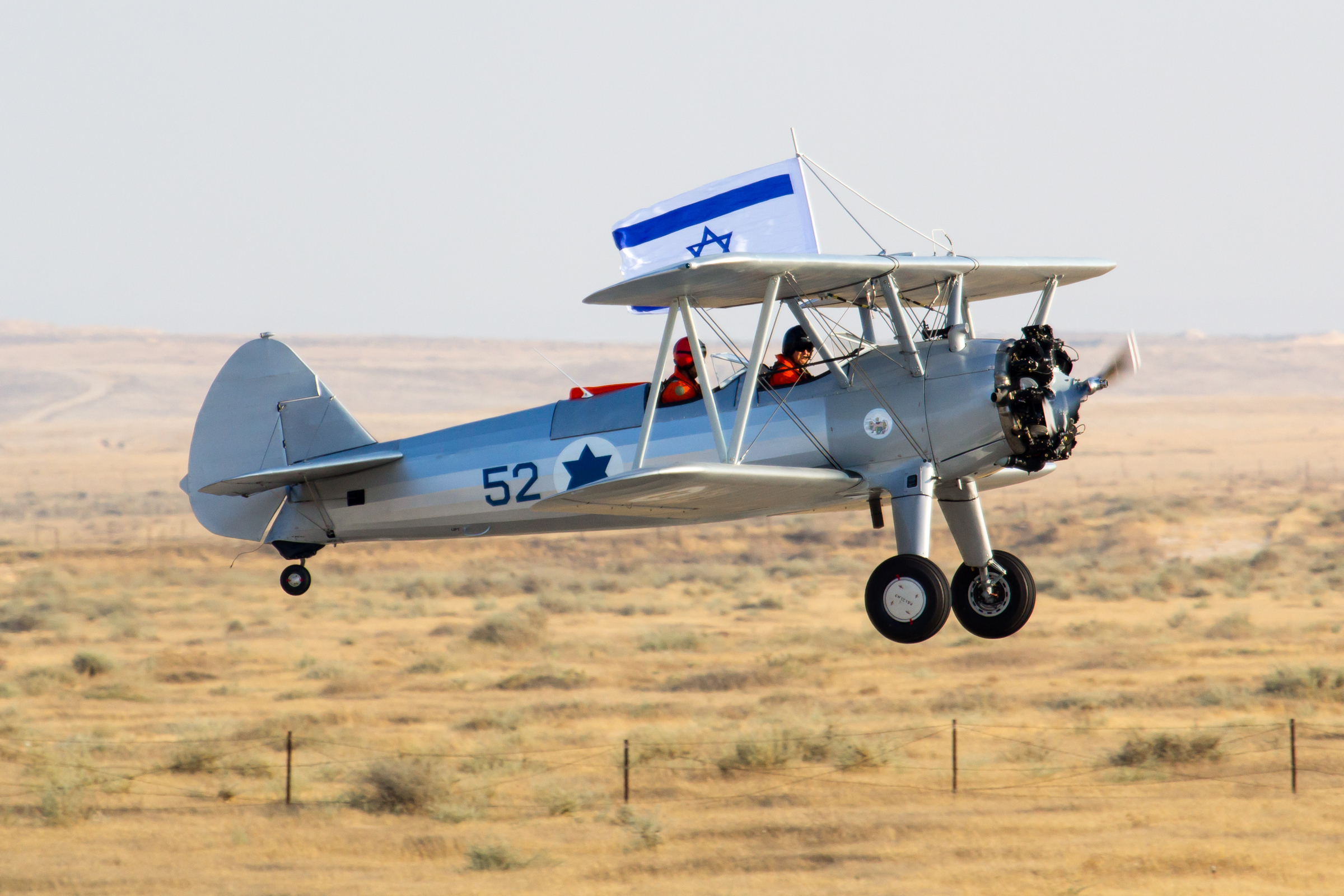
Die Boeing Stearman PT-17 Kaydet war einst Schulungsflugzeug der IAF-Flugakademie – hier ein weiterhin flugfähig gehaltenes Exemplar 2016 beim Kunstflug über der Chazerim Airbase

Der Militärflugplatz Chazerim (hebräisch בסיס אוויר חצרים, deutsch: Gehöfte, englisch Hatzerim Airbase, ICAO-Code: LLHB) ist ein Stützpunkt der Israelischen Luftwaffe (IAF). Er liegt am Rande der Negev-Wüste im Südbezirk Israels, etwa 6 Kilometer westlich von Be’er Scheva beim Kibbuz Chazerim und besitzt vier Start- und Landebahnen mit unterschiedlichen Längen. Neben zwei Staffeln mit einsatzbereiten Kampfjets beherbergt er die IAF-Flugakademie mit ihren verschiedenen Flugzeugtypen, das IAF-Kunstflugteam und das IAF-Museum.

## Geschichte
Der weiträumige Militärflugplatz wurde in den 1960er Jahren errichtet und am 3. Oktober 1966 in Betrieb genommen. Es war die erste Airbase Israels, die nicht von den Briten übernommen, sondern von Grund auf neu gebaut wurde. Von 1968 bis 2015 gab es hier eine Hubschrauber-Staffel mit Bell UH-1/205/212 und zuletzt UH-60 Black Hawk Maschinen, die dann auf die Luftwaffenbasis Palmachim umzog. Seit 1969 bis heute ist auf Chazerim die „Flying Tiger“-Staffel mit Strahltrainern zu Hause, die über viele Jahre die zweisitzige TA-4H Skyhawk Ayit (siehe Galerie unterhalb), aber auch deren einsitzige Kampfversion A-4H/N geflogen hatte.

### Flugakademie und Kunstflugteam
Nach Eröffnung der Basis 1966 wurde die IAF-Flugakademie vom Militärflugplatz Tel Nof hierher verlegt und nutzt seitdem hauptsächlich den nordwestlichen Teil des Flugplatzes und dessen Runway zur Schulung von Piloten auf Propeller-Flugzeugen. Auf dem wesentlich größeren südlichen Areal mit seinen drei Runways sind zweisitzige Turboprop-Schulungsflugzeuge stationiert, die auch vom IAF-Kunstflugteam geflogen werden. Auch Strahltrainer-Jets befinden sich hier, neben einsatzbereiten Kampfjets der IAF. Der Nordbereich besitzt noch einen Heliport, der aber seit dem Abzug der letzten Hubschrauber-Staffel nur noch von den Schulungshubschraubern der Flugakademie genutzt wird (siehe auch die Karte).
Schon auf dem Militärflugplatz Tel Nof hatte die Flugakademie seit 1960 die zweisitzige Fouga CM.170 Magister Tzukit als Strahltrainer geflogen, die sie insgesamt 50 Jahre in verschiedenen Varianten bis zur Ausmusterung im Jahr 2010 behielt und in dieser Zeit auch vom Kunstflugteam geflogen wurde (siehe Galerie direkt unterhalb). Diese leichten Kampfjets von Chazerim wurden auch während des Sechstagekrieges eingesetzt, um Angriffe auf feindliche Radarstationen und Flugabwehrgeschütze durchzuführen und Close Air Support für Bodentruppen zu leisten.

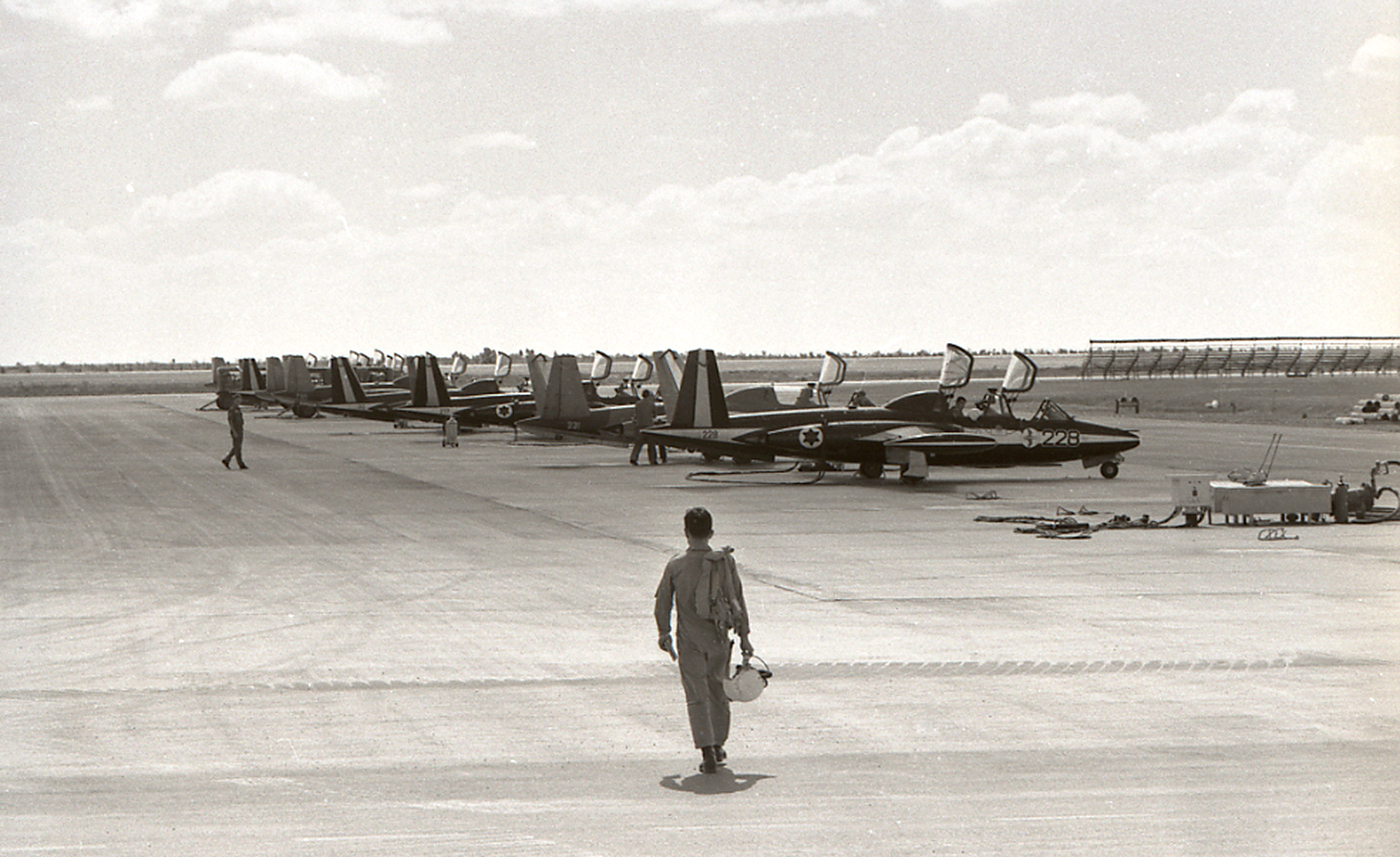
Maschinen und Kadetten/Piloten der IAF-Flugakademie und des Kunstflugteams auf der neuen Chazerim Airbase 1969
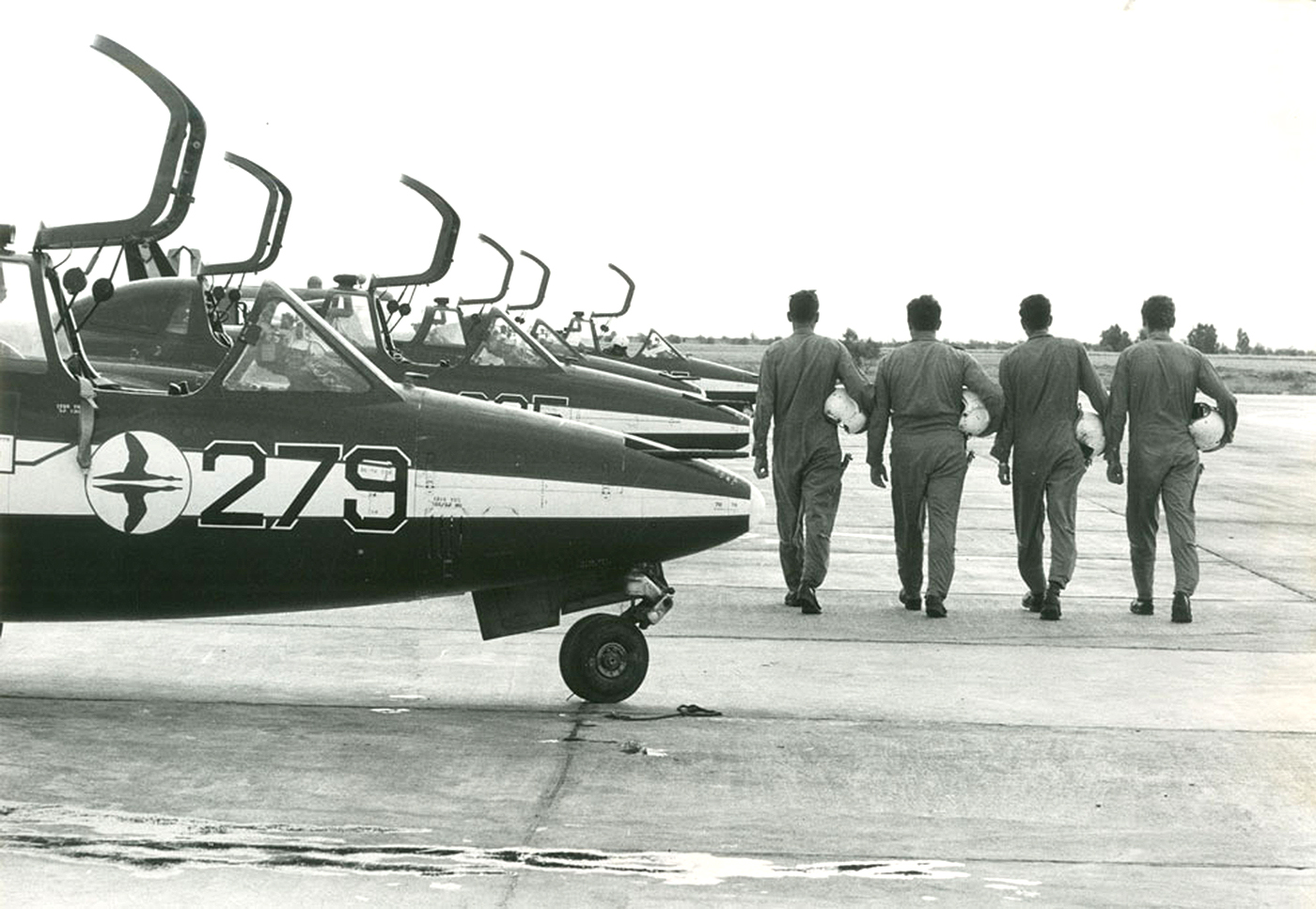
Vier Jets und Piloten des IAF-Kunstflugteams (Doppel-Gans-Symbol) auf der Chazerim Airbase im Jahr 1976
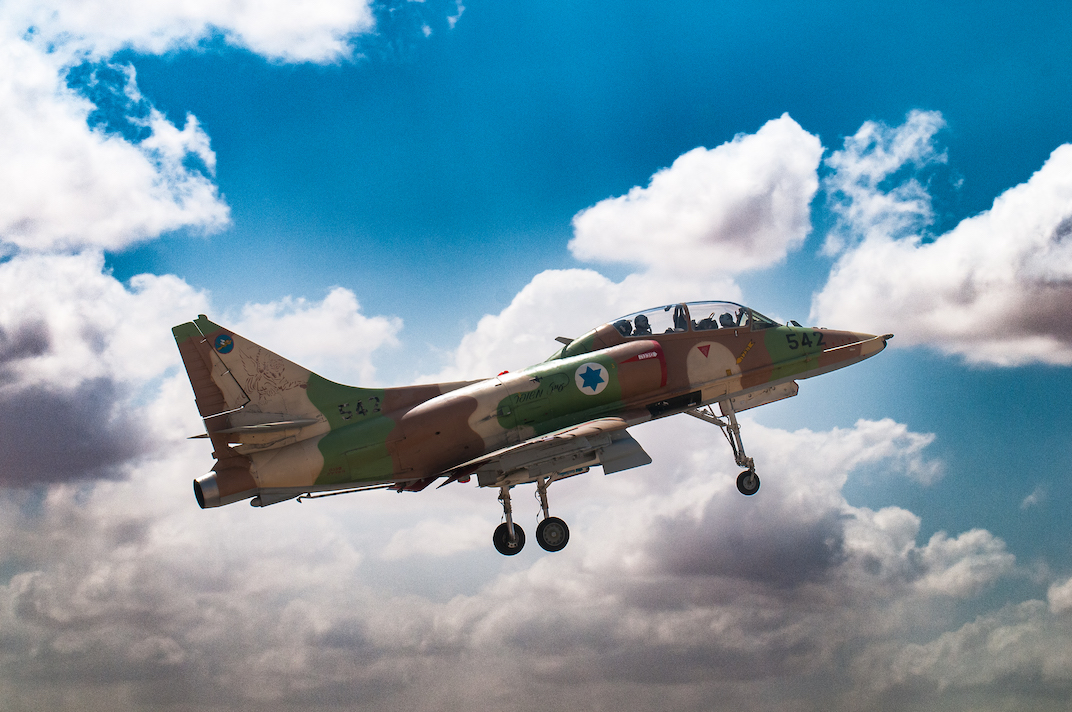
Eine zweisitzige Trainer-Version TA-4H Skyhawk Ayit der 102. Staffel „Flying Tiger“ im Anflug auf Chazerim 2008
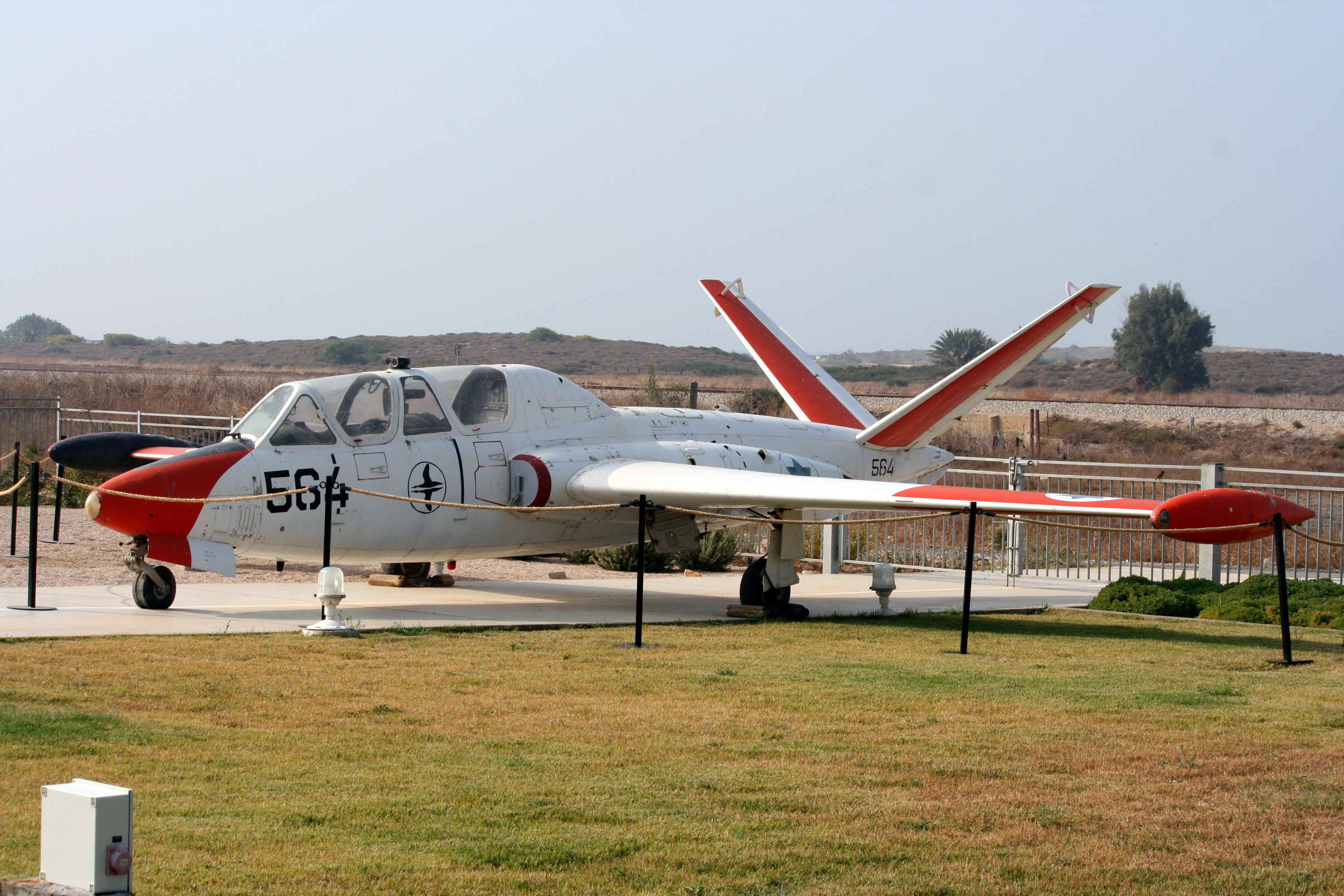
Eine stillgelegte Fouga CM.170 Magister Tzukit des IAF-Kunstflugteams beim HaBonim Airfield südlich v. Haifa 2013

Ab 2010 wurden die Flugakademie und das Kunstflugteam dann mit der Beechcraft T-6 Texan II Efroni ausgestattet, einem zweisitzigen Turboprop-Flugzeug, das ein ähnliches Flugverhalten wie ein leichter Jet besitzt und für beide Einsatzzwecke hervorragend geeignet ist. Es kommt weltweit in über einem Dutzend Luftwaffen für Schulungszwecke zum Einsatz (siehe unter Einheiten).
Ende Mai bzw. Ende November 2024 erhielt die Flugakademie neue AgustaWestland AW119Kx Ofer Hubschrauber zur Schulung ihrer IAF-Piloten. Diese wurden mit israelischen Systemen ausgerüstet und lösen die noch aus den 1970er Jahren stammenden Exemplare der Bell 206 Sayfan ab (siehe untere Galerie). Insgesamt 12 neue Ofer Hubschrauber sollen angeschafft werden.

### „Hammers“- und „Knights Of The Orange Tail“-Staffel
Die bereits 1948 auf dem Militärflugplatz Ramat David gegründete und 1949 zur Ekron Airbase (später: Tel Nof) verlegte 69. Staffel „Hammers“ erhielt ihren Namen wegen der damals eingesetzten B-17 Flying Fortress Bomber. Sie flog ab 1969 die F-4E Phantom II Kurnass (siehe Galerie direkt unterhalb) und erhielt ab 1998 – dann auf Chazerim – die an israelische Bedürfnisse angepasste F-15I Ra'am, die von der F-15E Strike Eagle der USAF abgeleitet ist.
Die 1953 ebenfalls auf Ramat David noch unter anderem Namen gegründete 107. Staffel befand sich ab 1971 unter dem neuen Namen „Knights Of The Orange Tail“ auf Chazerim, wo auch sie die F-4E Phantom II Kurnas flog. Ab 2006 erhielt sie schließlich die an israelische Bedürfnisse angepasste F-16I Sufa, abgeleitet von der zweisitzigen F-16D Block 50/52 Plus (siehe auch „Einheiten“ mit Galerie weiter unten).

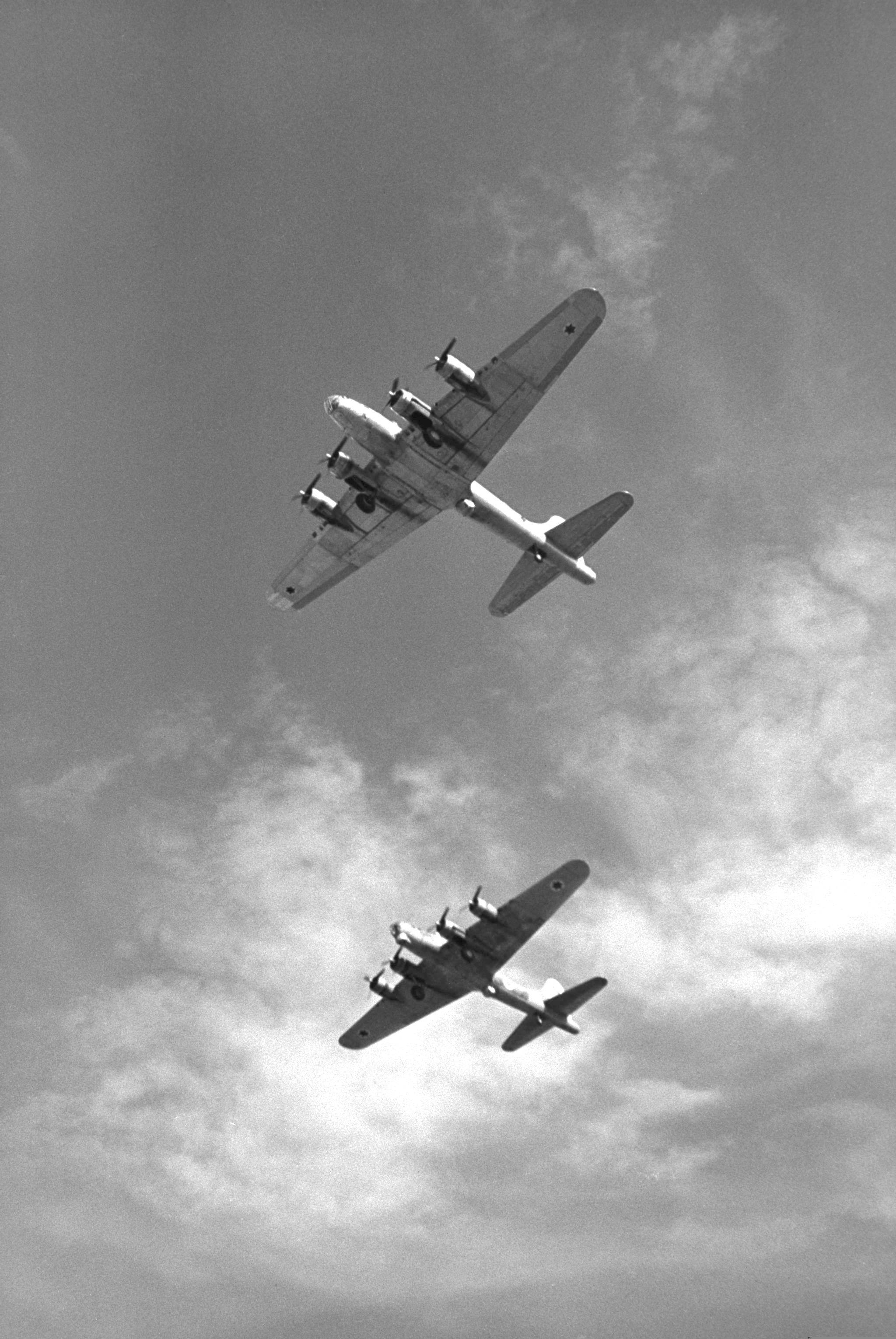
Zwei israelische B-17 Flying Fortress Bomber der 69. Staffel „Hammers“ von Tel Nof im Jahr 1953 – die Staffel zog 1991 zur Chazerim Airbase um
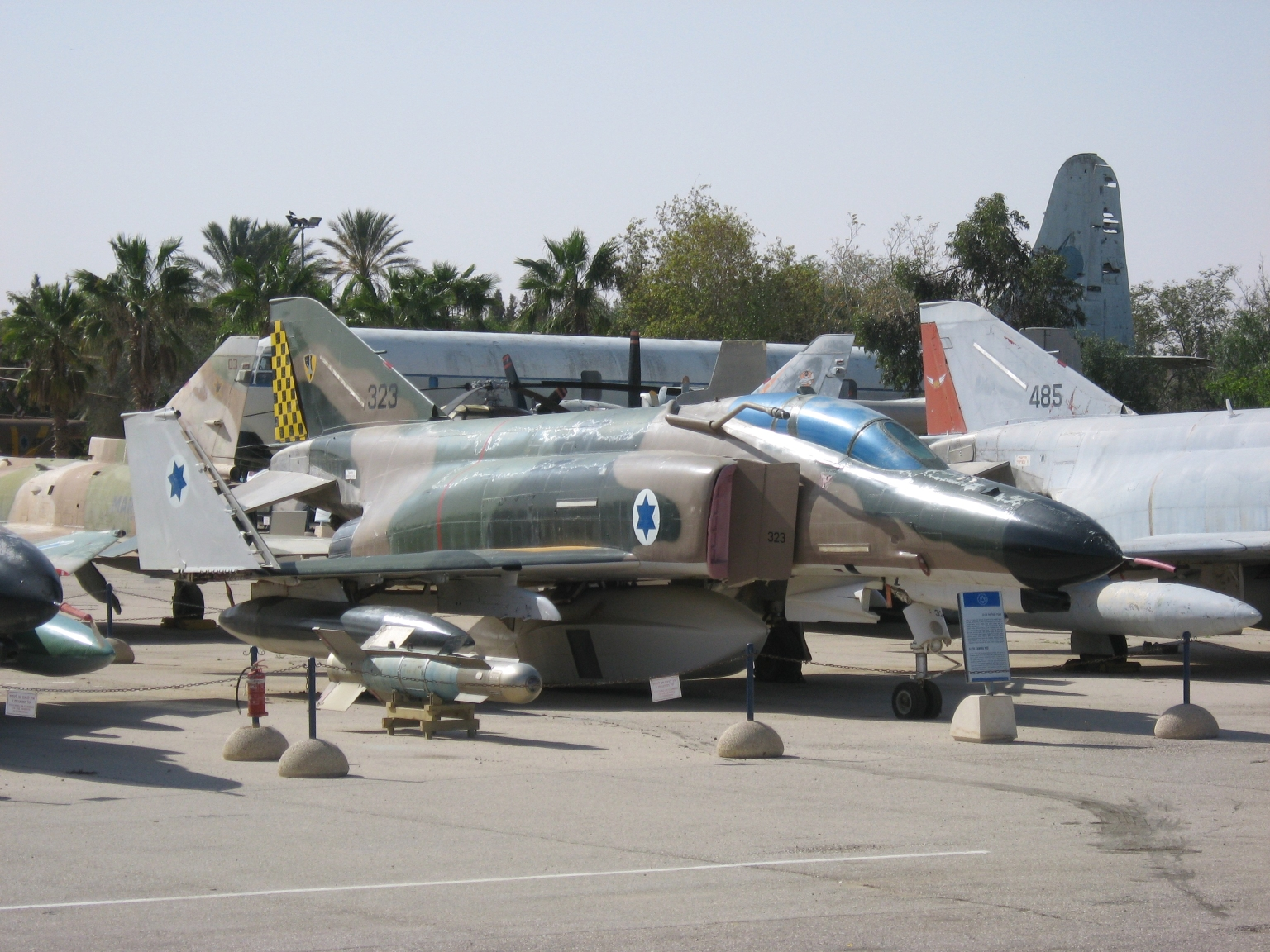
Eine stillgelegte F-4E Phantom II Kurnas der 69. Staffel „Hammers“, ausgestellt im IAF-Museum bei der Chazerim Airbase im Jahr 2010
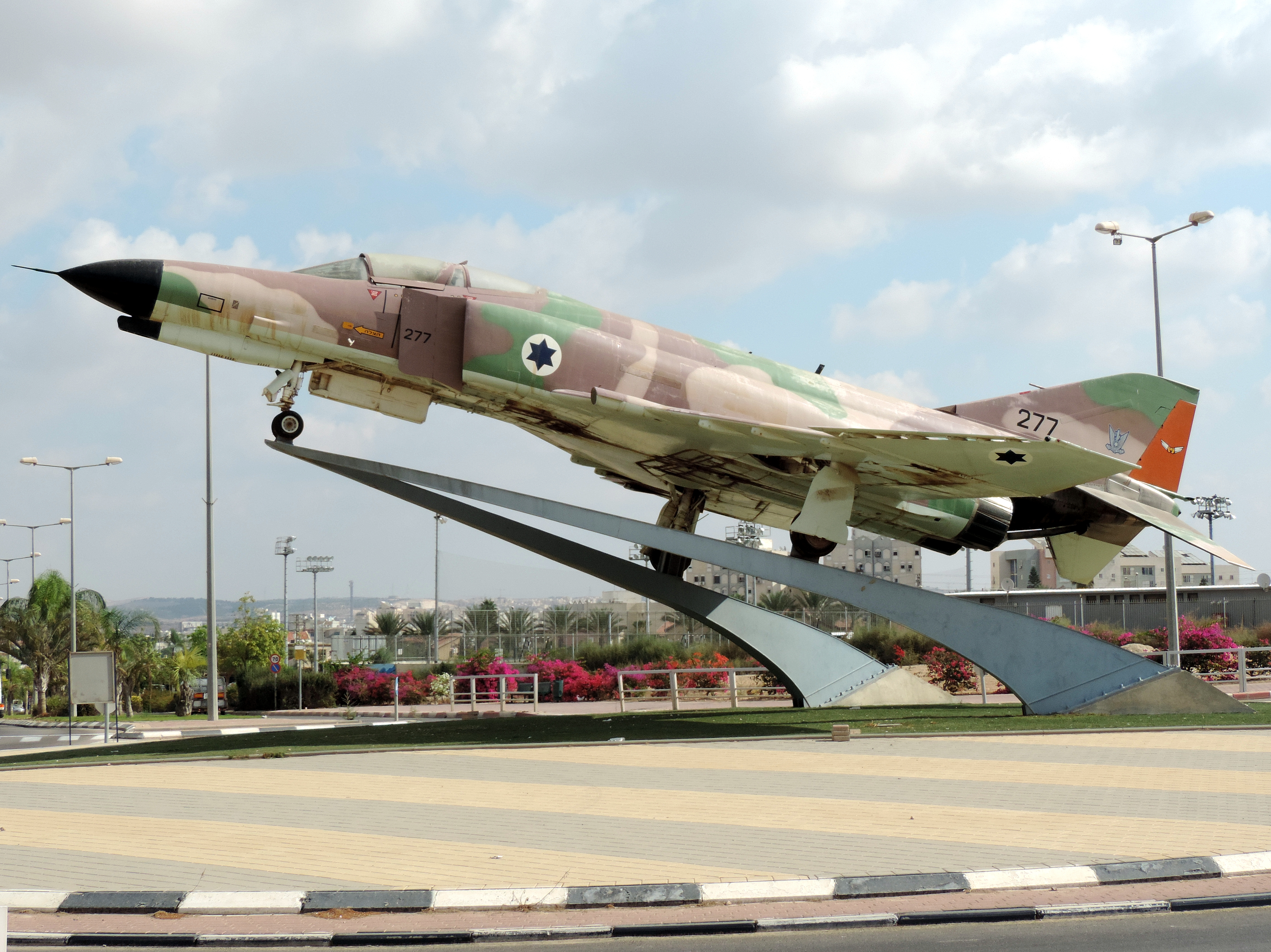
Eine F-4E Phantom II Kurnas der 107. Staffel „Knights Of The Orange Tail“ auf einer Kreisverkehrsinsel am Ilan-Ramon-Square in Be’er Scheva
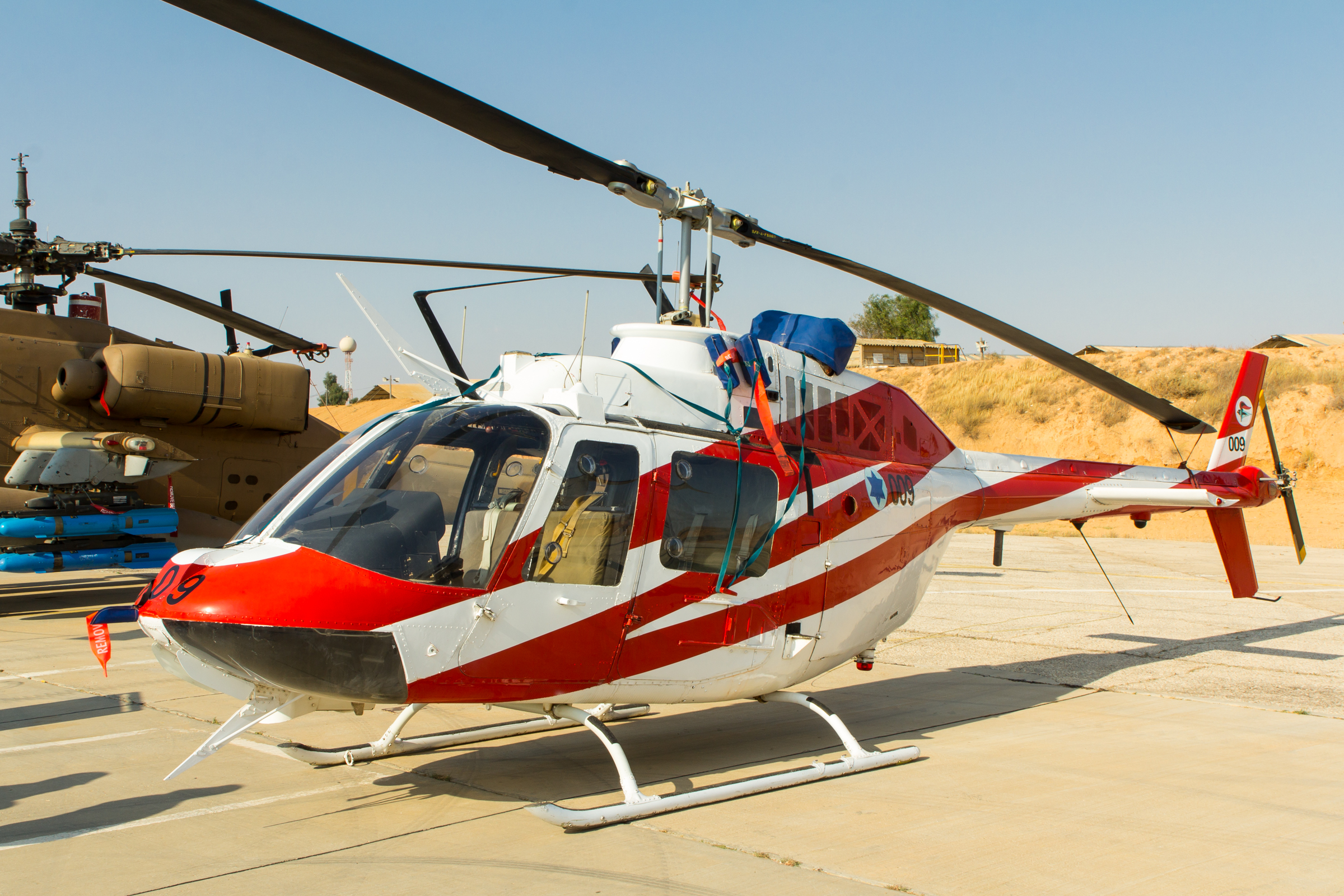
Eine inzwischen stillgelegte Bell 206 Sayfan zur Helikopterausbildung in der IAF-Flugakademie im Jahr 2016 auf der Chazerim Airbase

### Operation Orchard
Am 6. September 2007 flogen unter dem Decknamen Operation Orchard (deutsch: Operation Obstgarten; auch bekannt als Operation Outside the Box) vier F-15I der „Hammers“-Staffel auf Chazerim und vier F-16I vom Militärflugplatz Ramon einen Angriff auf den fast fertigen al-Kibar-Reaktor in Syrien und zerstörten ihn. Erst mehr als 10 Jahre später gab Israel den Angriff offiziell zu. Man wollte damals verhindern, dass Syrien aus dem gewonnenen nuklearen Material Atombomben bauen kann (siehe Foto des zerstörten Reaktors in der Galerie direkt unterhalb).

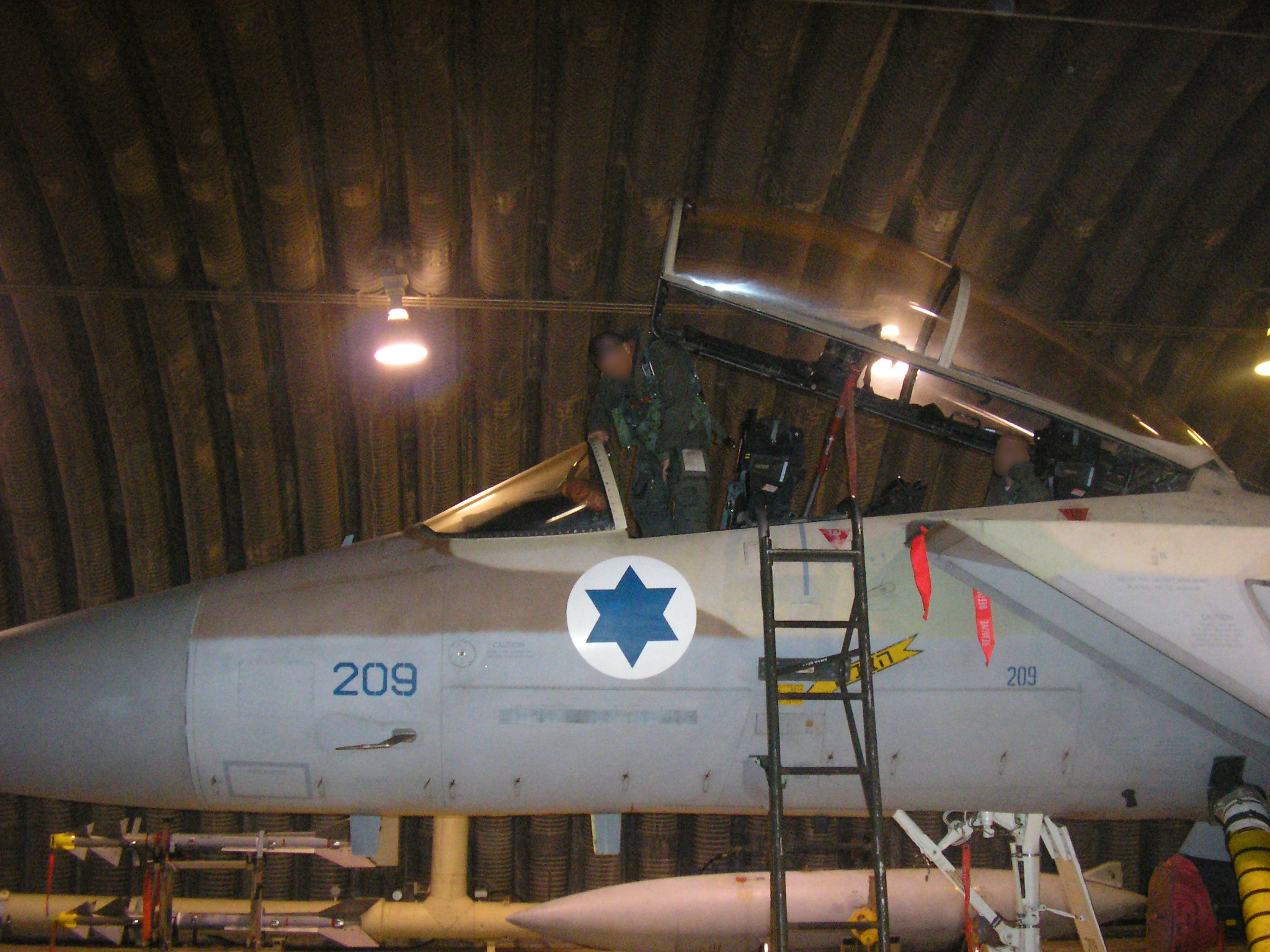
Pilot und Navigator einer F-15I Ra'am während ihrer Vorbereitungen auf die Operation Orchard – in einem Unterstand auf der Chazerim Airbase
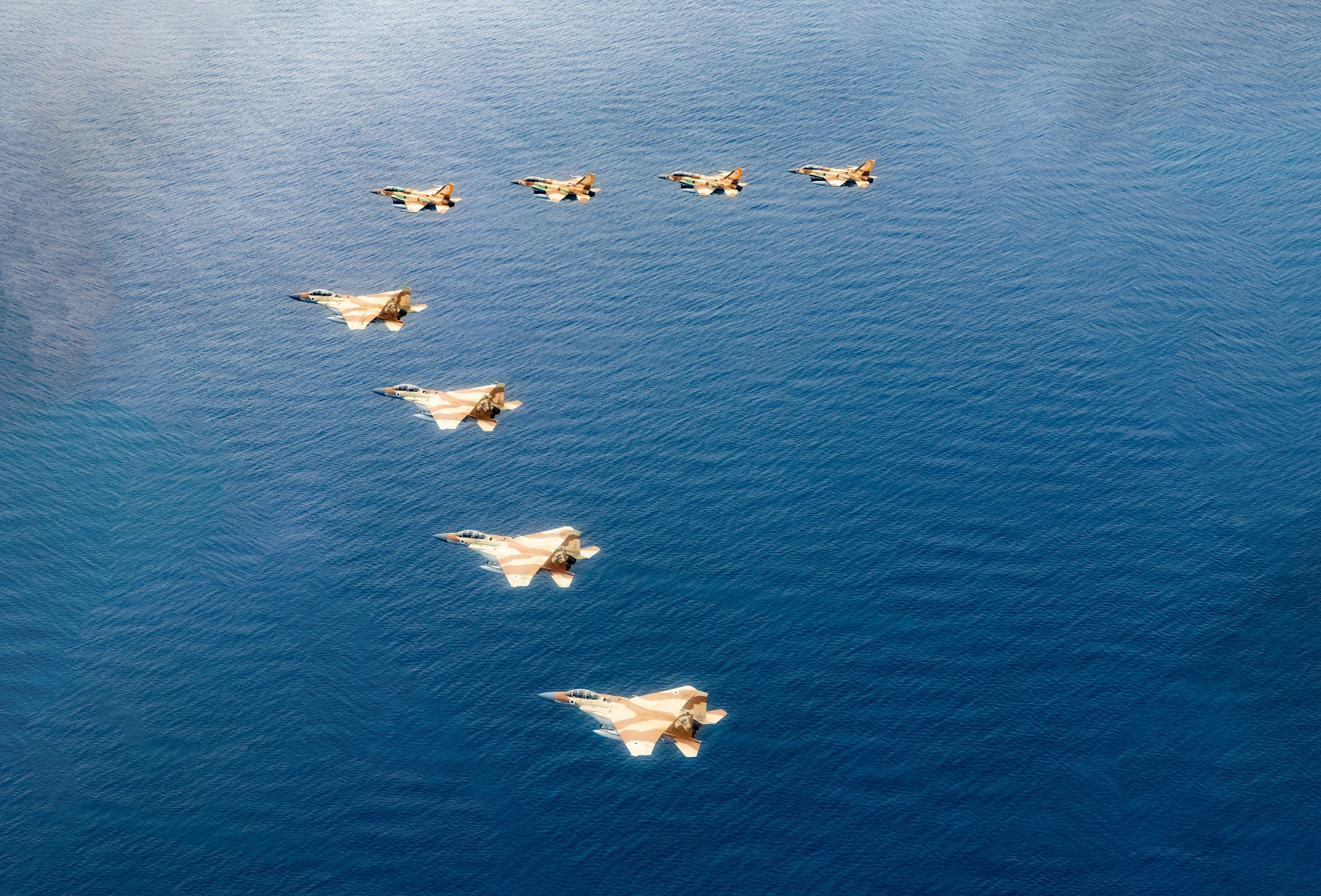
Vier F-15I Ra'am Jets (vorne) und vier F-16I Sufa über dem Mittelmeer im April 2021 – eine solche Formation führte Operation Orchard durch
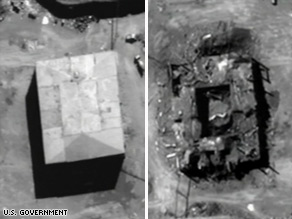
Der 2007 durch die Operation Orchard von Kampfbombern der IAF zerstörte syrische Atomreaktor al-Kibar – vor und nach dem Angriff
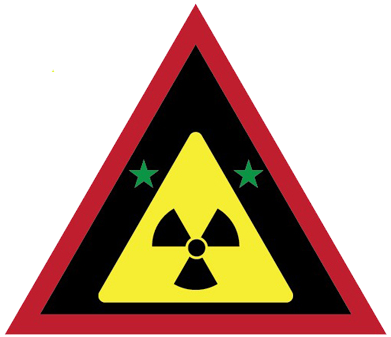
Das Symbol der Operation Orchard, das erst im Jahr 2018 an den beteiligten Kampfjets angebracht wurde

## Gegenwart

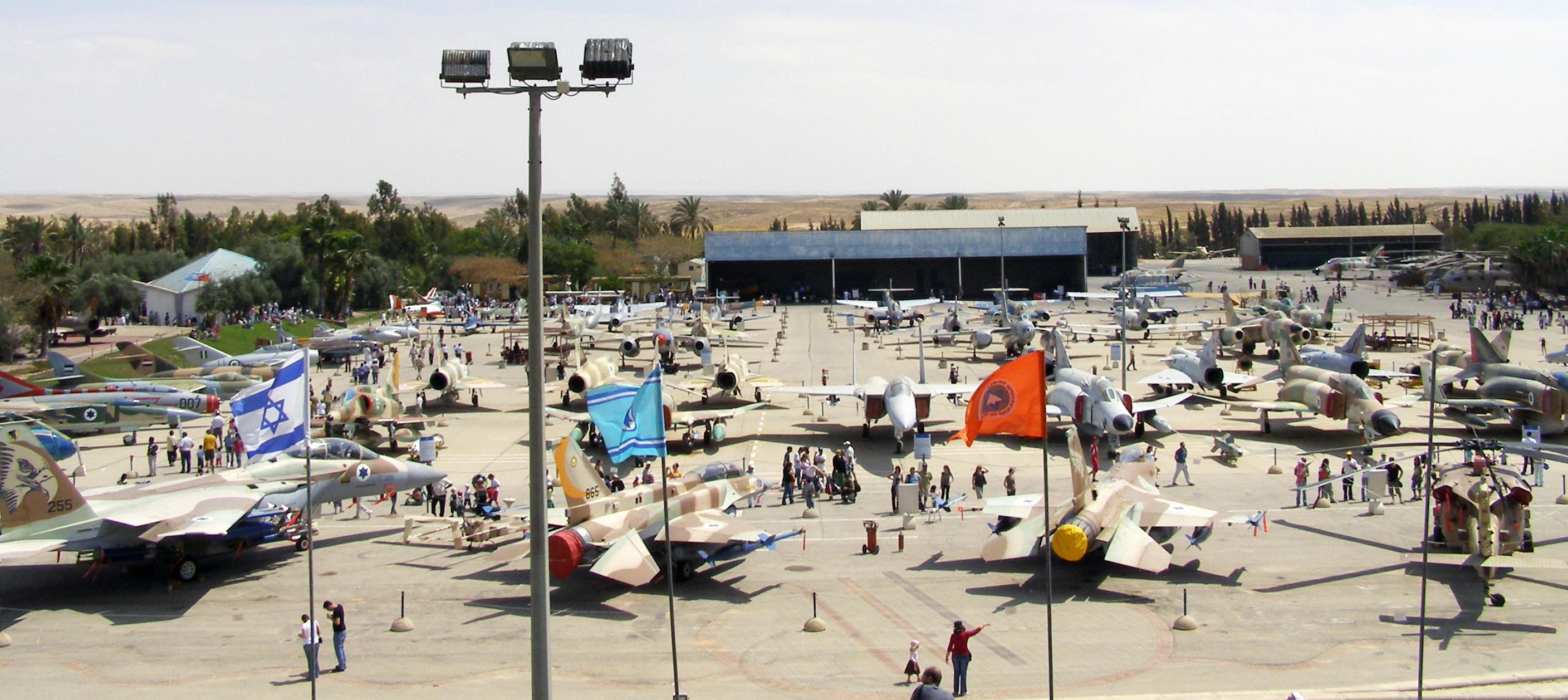
Das IAF-Museum auf Chazerim 2008 am israelischen Unabhängigkeitstag

Neben zwei Staffeln mit einsatzbereiten Kampfbombern sind aktuell (2025) auf dem Gelände des Flugplatzes auch die IAF-Flugakademie, das IAF-Kunstflugteam und – außerhalb des Sicherheitsbereichs – das Museum der Israelischen Luftwaffe untergebracht. Erstere schult angehende Piloten und Pilotinnen u. a. auf der deutschen Grob G 120A-I Snunit, dem AgustaWestland AW119Kx Ofer Hubschrauber, dem Beechcraft King Air Tzofit Transportflugzeug und in italienischen M-346 Lavi Strahltrainern.
Alle Piloten des Kunstflugteams sind auch als Ausbilder in der Flugakademie tätig und fliegen in beiden Einrichtungen dieselben Maschinen, aktuell zweisitzige Beechcraft T-6 Texan II Efroni Turboprop-Flugzeuge (siehe auch „Einheiten“ und die Galerie darunter). Vier dieser T-6-Maschinen sind mit den Doppel-Gans-Symbolen des Kunstflugteams versehen und besitzen Rauchgeneratoren, um während der Vorführungen farbigen Rauch ausstoßen zu können.

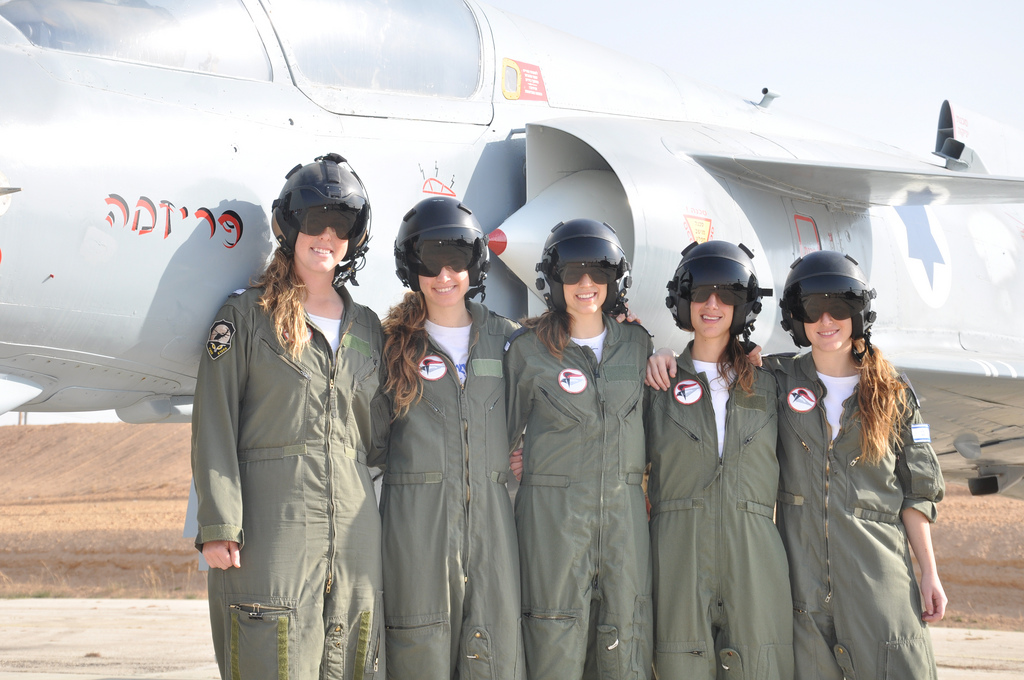
Fünf angehende Pilotinnen der IAF-Flugakademie im Jahr 2011
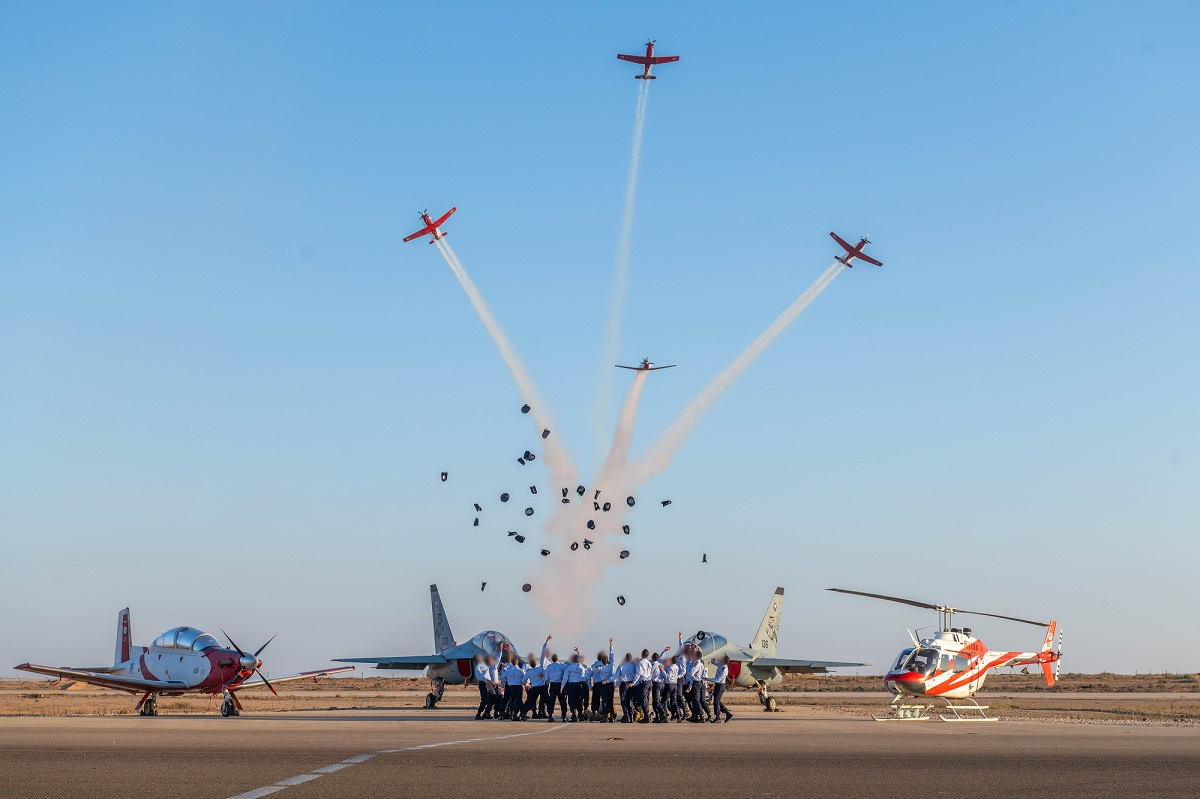
Die Absolventen der 186. Flugakademie feiern 2023 ihren Abschluss
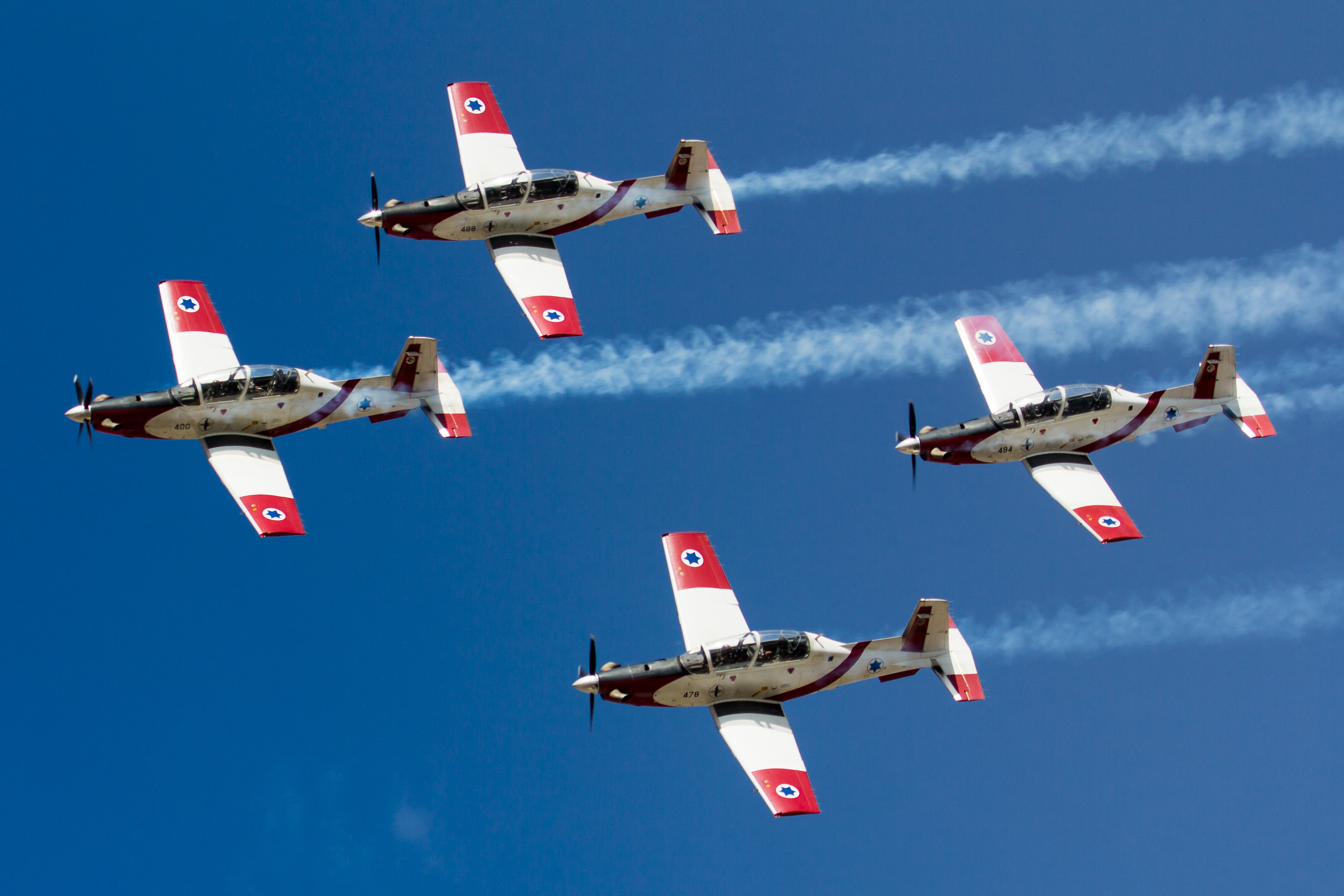
Das IAF-Kunstflugteam mit ihren vier Beechcraft T-6 Texan II Efroni
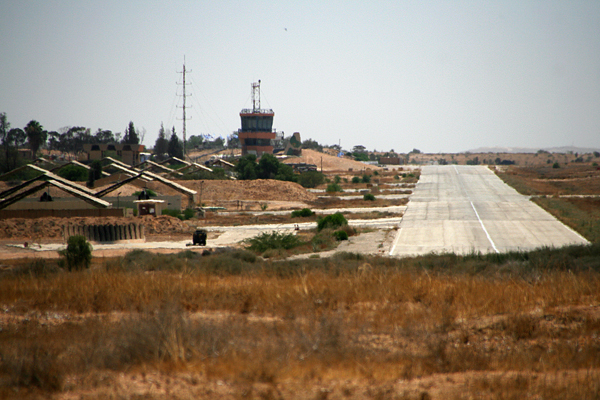
Tower und Rollbahn am südlichen Bereich der Chazerim Airbase

### Nuklearwaffen
Das Bulletin of the Atomic Scientists vermutet, dass der Flugplatz Chazerim neben dem von Tel Nof eine Rolle bei der nuklearen Abschreckung Israels spielt, da auf beiden Basen Kampfbomber vom Typ F-15 stationiert sind, die eine große Reichweite besitzen und mit Atomwaffen bestückt werden können. Ob in dem Fall solche Waffen außer auf Tel Nof und in den Depots der Luftwaffenbasis Sdot Micha auch auf Chazerim gelagert werden – was dazu notwendig wäre – ist unbekannt. Allerdings ist der neuere Typ der F-15I Ra'am, der nur auf Chazerim stationiert ist, noch besser zum Transport dieser Waffen geeignet als die älteren Exemplare auf Tel Nof. Auch die hier stationierten F-16I Sufa könnten für diesen Zweck vorgesehen sein, sie haben allerdings eine geringere Reichweite und Nutzlast als die F-15-Jets, die problemlos den gesamten Iran erreichen können.
Wenige hundert Meter östlich der mittleren Runway gibt es innerhalb der Basis einen zusätzlich eingezäunten und gesicherten rechteckigen Bereich mit zwei oberirdischen, erdbedeckten Bunkern, die als Nuklearwaffenspeicher dienen könnten, um im Verteidigungsfall die F-15I- und F-16I-Kampfflugzeuge mit diesen Waffen zu bestücken (Lage, siehe aktuelle Satellitenbilder und Karte oberhalb). Da normale Waffenlager innerhalb von Basen nicht so aufwendig gesichert sind, spricht vieles für ein Atomwaffenlager, und man kann davon ausgehen, dass dies zur Abschreckung so auffällig eingerichtet wurde, obwohl Israel bis heute nicht zugegeben hat, dass es Atomwaffen besitzt.

### F-15I+ und F-15IA

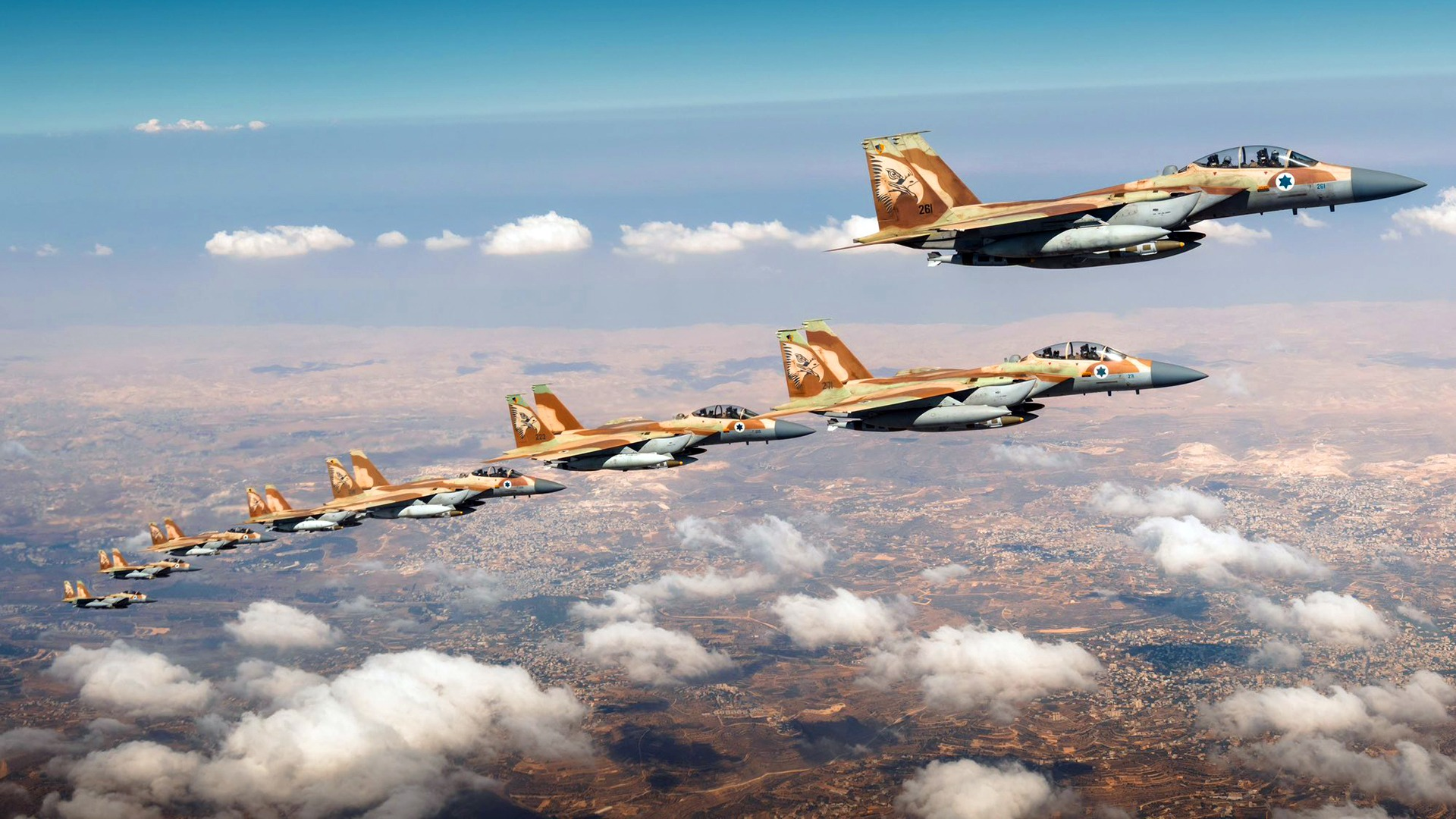
Acht F-15I Ra'am Jagdbomber der 69. Staffel „Hammers“ von Chazerim hoch über Israel im Juni 2025 während des israelisch-iranischen Krieges

Die 25 Exemplare der noch aus den 1990ern stammenden F-15I Ra'am der „Hammers“-Staffel auf Chazerim sollen ab 2029 auf den neuesten Stand F-15I+ gebracht werden, d. h. dieselbe Avionik und Systeme erhalten wie die neue F-15EX Eagle II der USAF. Parallel dazu werden die noch älteren F-15A/B/C/D Modelle auf Tel Nof durch 50 neue F-15IA (Israel Advanced) – die israelische Variante der F-15EX – ersetzt werden. Die Erneuerung der F-15-Jets hatte sich lange hinausgezögert – einerseits aus Budgetgründen, andererseits wegen der politischen Instabilität in den vergangenen Jahren.

### Terrorangriff der Hamas 2023
Beim Terrorangriff der Hamas auf Israel am 7. Oktober 2023 kamen bewaffnete Palästinenser bis auf wenige Kilometer an den Flugplatz heran, der etwa 25 Kilometer vom Gazastreifen entfernt liegt. Da man anfangs nicht wusste, wie sich die Situation weiter entwickelt, waren die Kampfjets auf Chazerim schon zur Evakuierung vorbereitet worden. In die nördlich des Flugplatzes gelegene Stadt Ofakim waren die Terroristen bereits eingedrungen, hatten Einwohner getötet oder als Geiseln genommen und wurden erst am folgenden Tag von der IDF nach heftigen Kämpfen wieder vertrieben oder getötet.

## Einheiten
- 69. Staffel „Hammers“ – F-15I Ra'am Jagdbomber[6][22]
- 102. Staffel „Flying Tiger“  – M-346 Lavi Strahltrainer für die Flugakademie[23]
- 107. Staffel „Knights Of The Orange Tail“ – F-16I Sufa Kampfflugzeuge[7]
- IAF-Flugakademie – Grob G 120A-I Snunit, AgustaWestland AW119Kx Ofer, Beechcraft King Air Tzofit u. a.[2]
- IAF-Kunstflugteam – Beechcraft T-6 Texan II Efroni Turboprop-Flugzeuge (auch in der Flugakademie)[3]

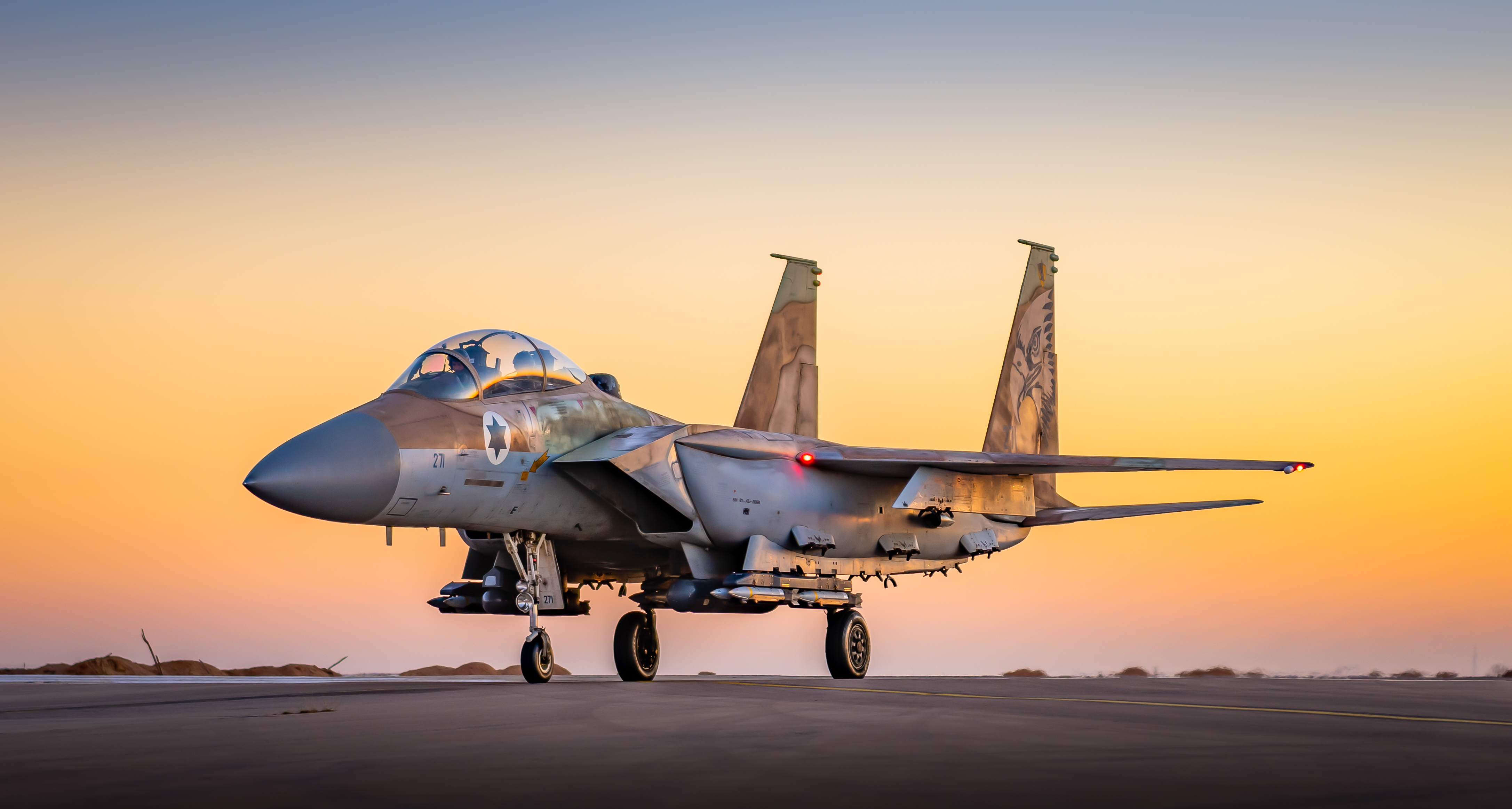
Eine F-15I Ra'am der 69. Staffel „Hammers“ im Mai 2021 während Operation Guardian of the Walls
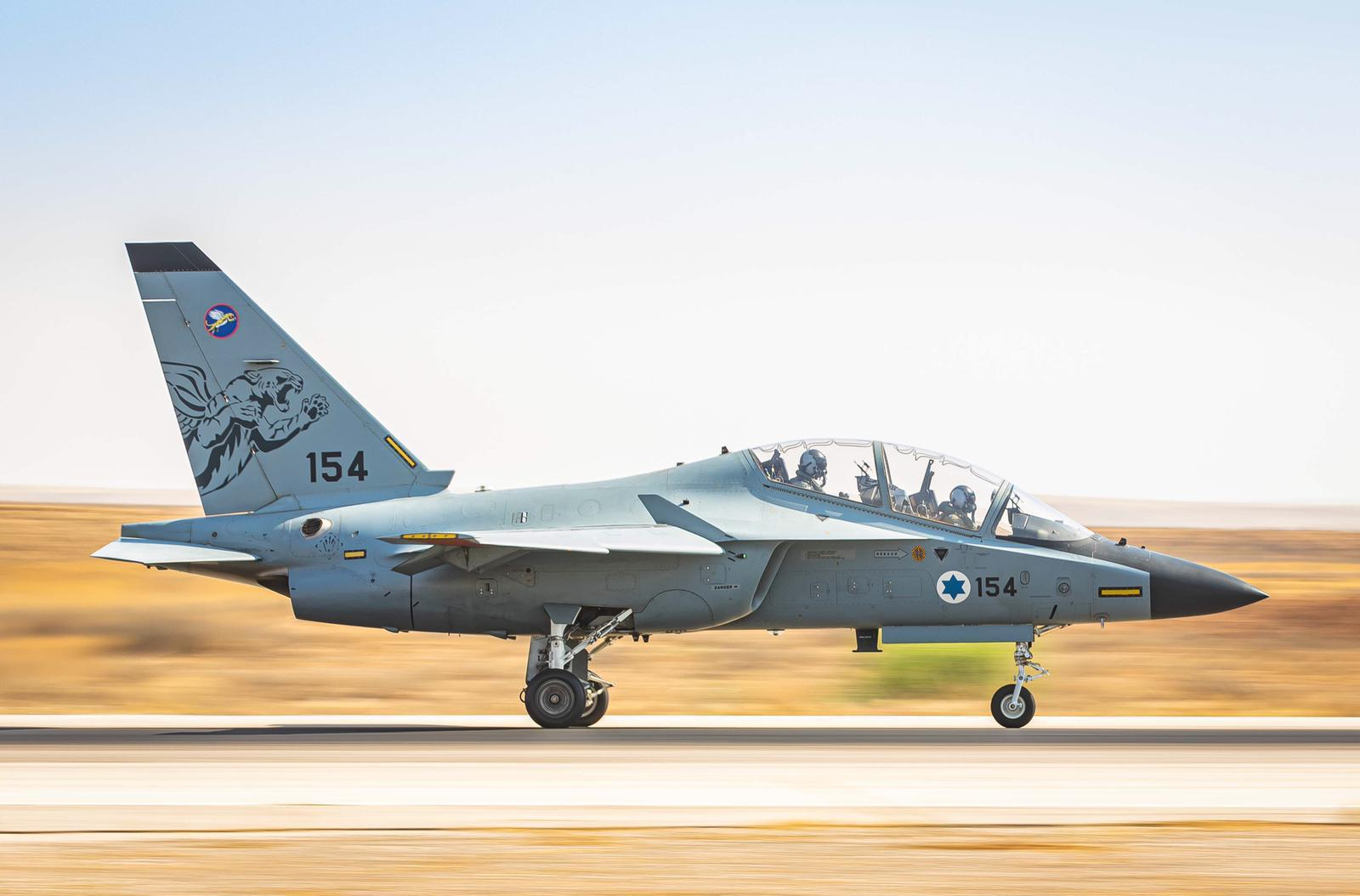
Ein italienischer M-346 Lavi Strahltrainer der 102. Staffel „Flying Tiger“ 2019 auf Chazerim
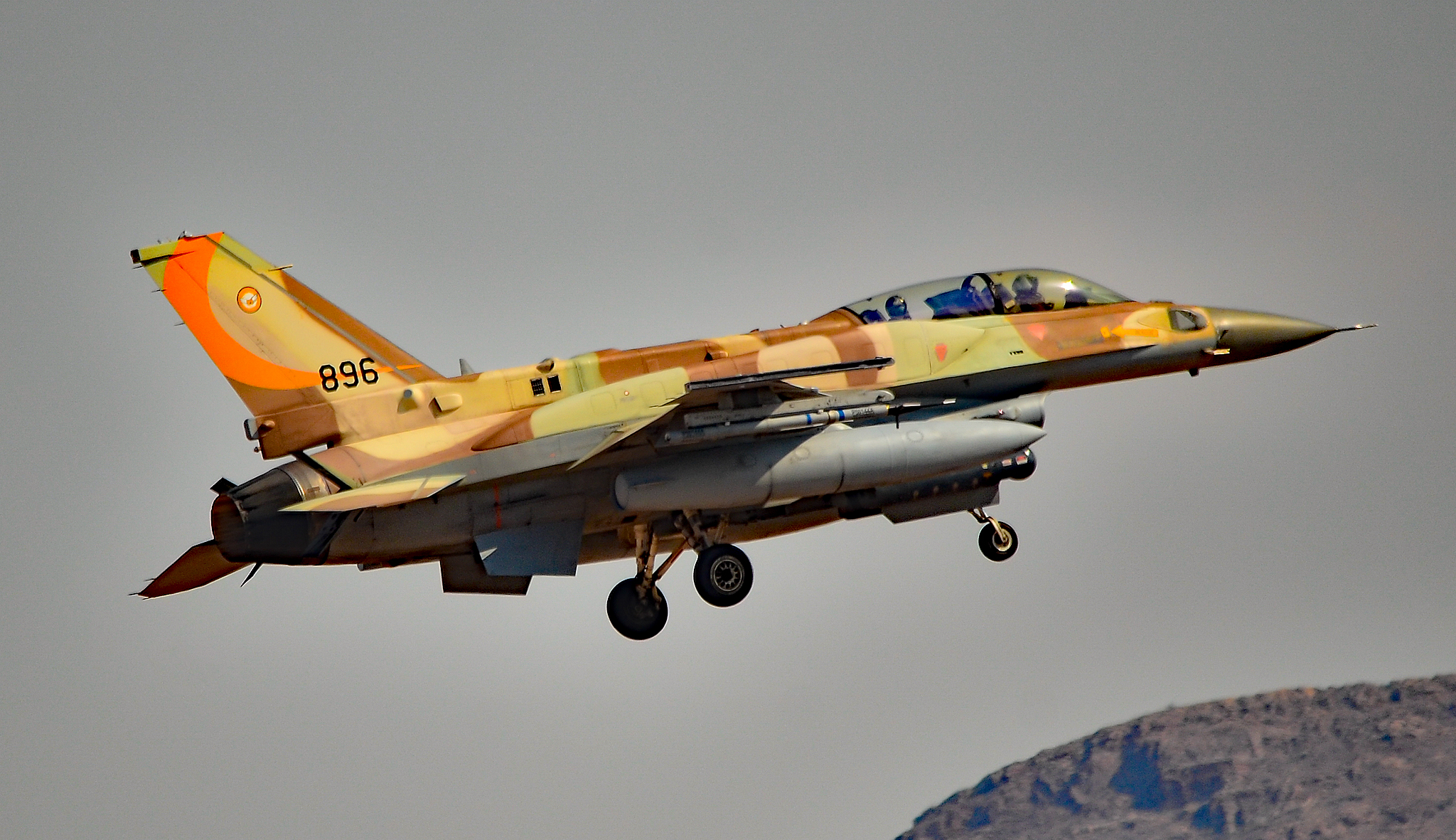
Eine F-16I Sufa der 107. Staffel „Knights Of The Orange Tail“ (Heck) bei einer Übung 2016 in den USA
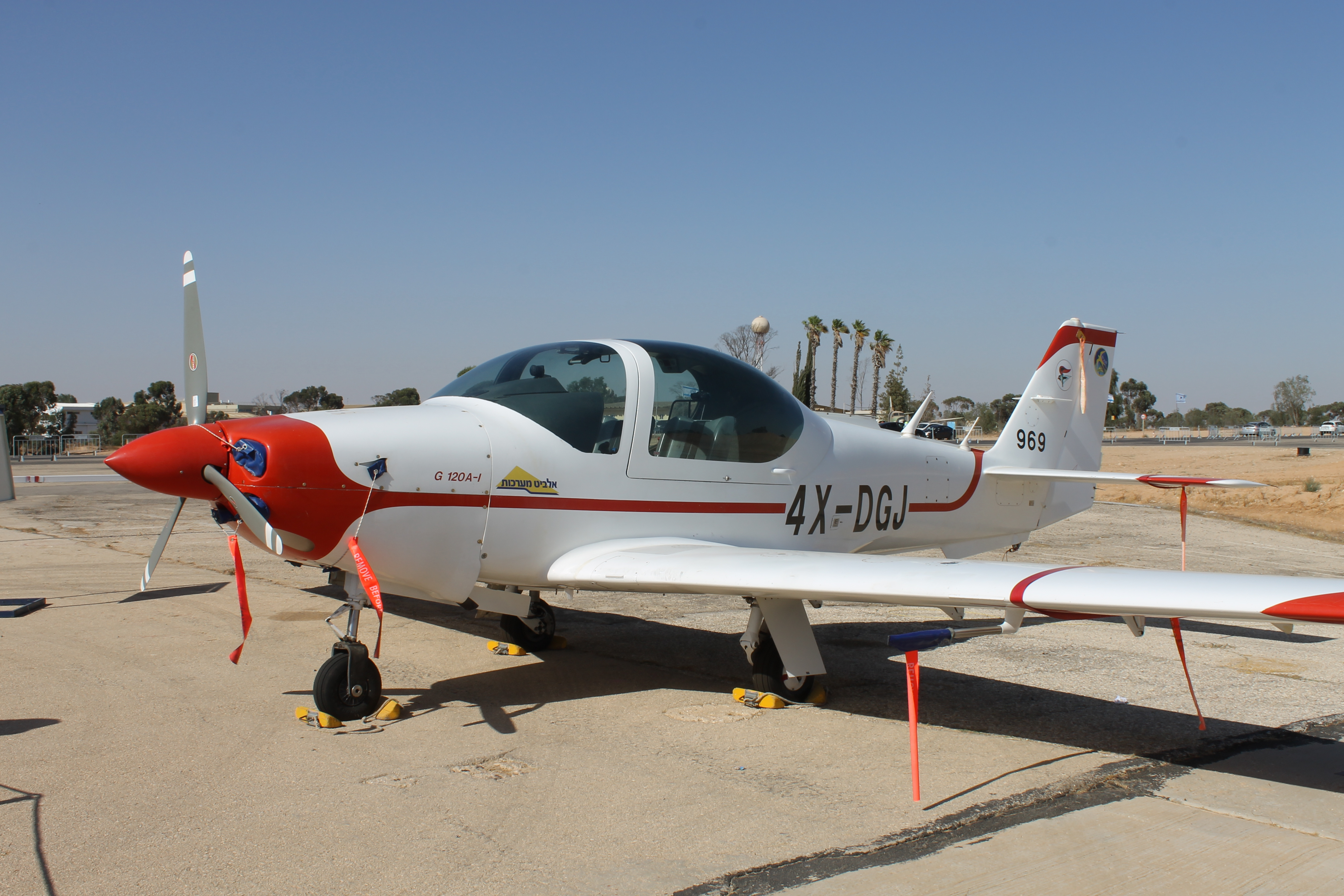
Eine deutsche Grob G 120A-I Snunit der IAF-Flugakademie 2012 auf der Chazerim Airbase
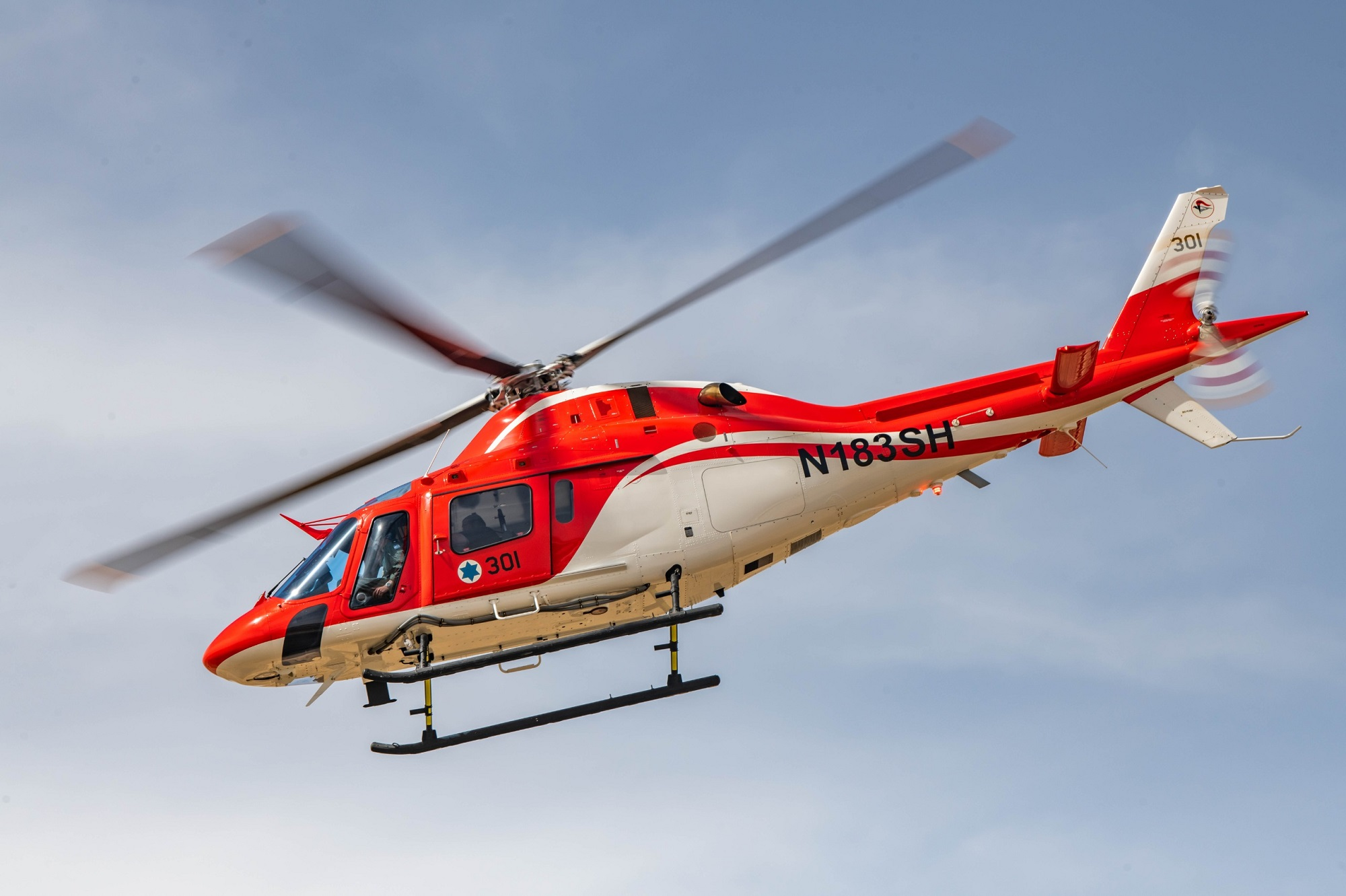
Eine AgustaWestland AW119Kx Ofer zur Helikopterausbildung in der IAF-Flugakademie im Jahr 2024
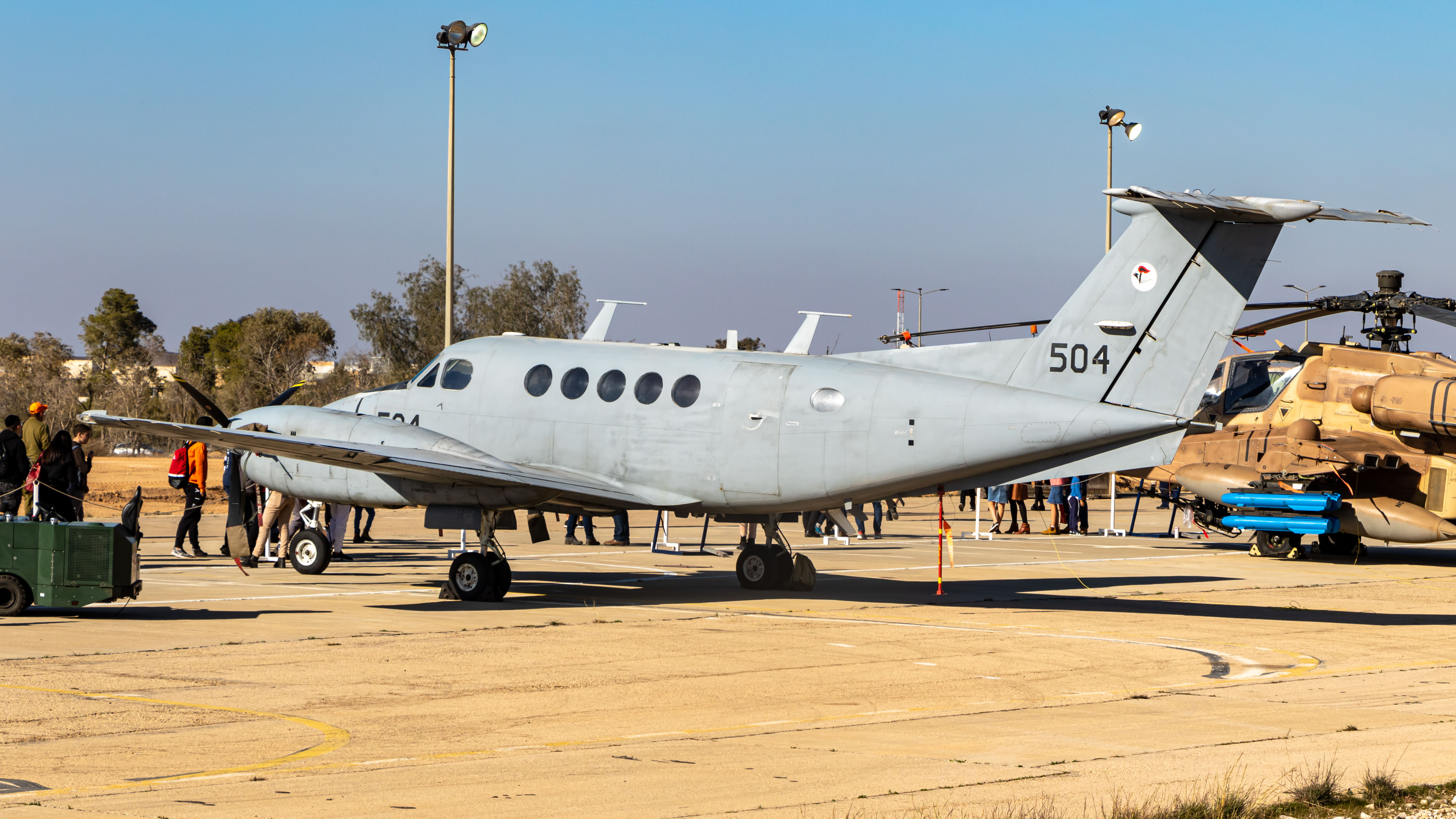
Eine King Air Tzofit der IAF-Flugakademie (s. Symbol am Heck), bei einer Ausstellung 2019 auf Chazerim
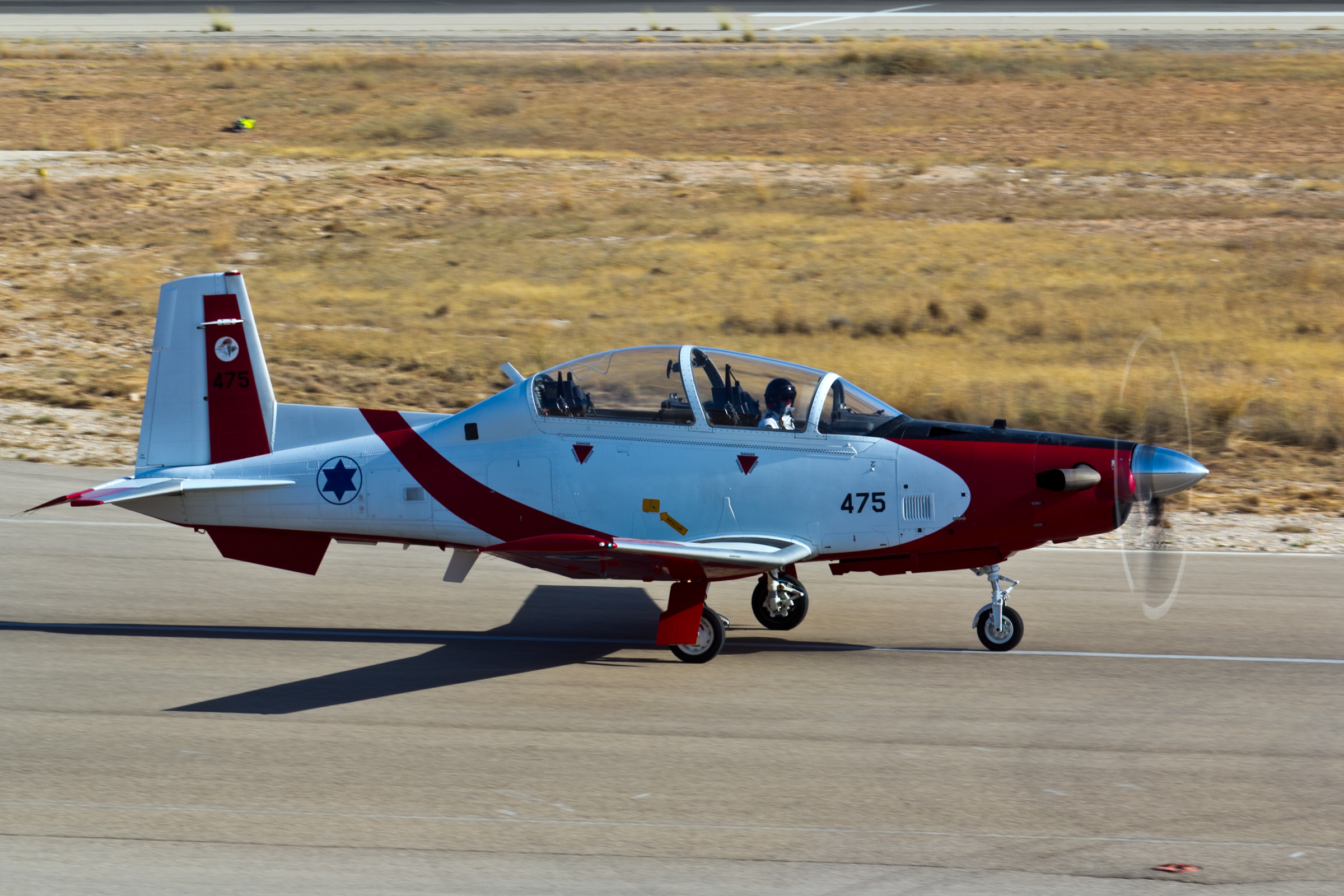
Eine T-6 Texan II Efroni der IAF-Flugakademie 2013 auf Chazerim, geflogen auch vom IAF-Kunstflugteam

Hinweis: Flugzeuge der IAF lassen sich meist über die Symbole am Heck ihrer jeweiligen Staffel zuordnen.

## Zwischenfälle

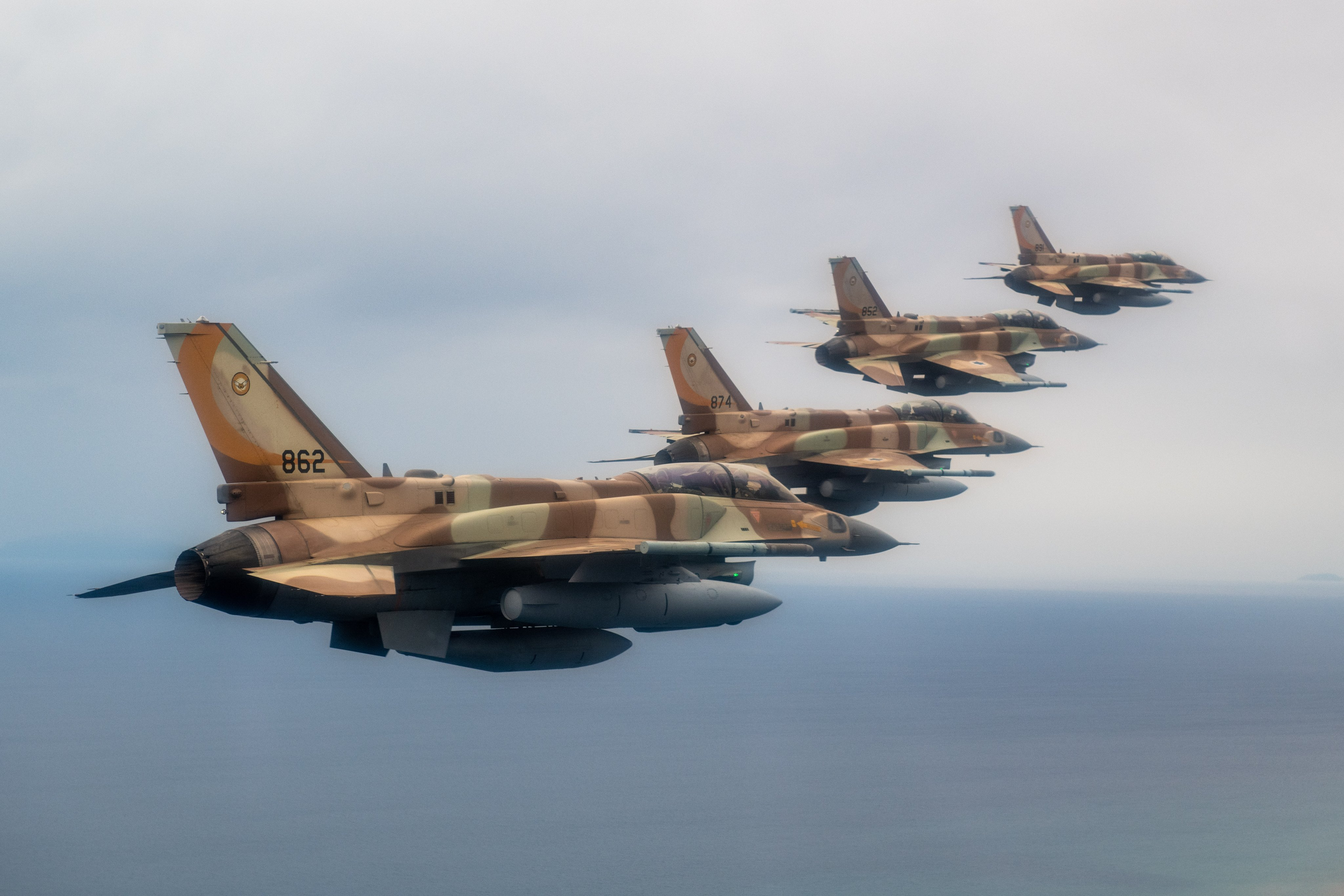
Vier F-16I Sufa der 107. Staffel „Knights Of The Orange Tail“ über dem Mittelmeer im April 2021

### Absturz einer F-16ISufa
Am 7. Juli 2013 übten vier F-16I Sufa der „Knights Of The Orange Tail“-Staffel über dem Mittelmeer Luftkämpfe, als bei einer der Maschinen plötzlich das Triebwerk aussetzte. Nachdem alle Versuche, es wieder zu zünden fehlgeschlagen waren, stiegen der Pilot und der Navigator mit dem Schleudersitz aus und wurden gerettet. Etwa eine Woche später wurde der Jet geborgen und das Triebwerk ausgiebig untersucht. Es wurde schließlich ein grundsätzliches Problem an diesem gefunden, woraufhin eine Verbesserung an allen anderen Triebwerken dieses Typs eingebaut wurde, sogar weltweit.

### Absturz einer Grob G 120A-ISnunit
Am 24. November 2020 stürzte 15 Kilometer nördlich der Basis eine Grob G 120A-I Snunit der IAF-Flugakademie bei einem Schulungsflug in der Nähe des Kibbuz Mischmar ha-Negev auf freiem Feld ab. Der 42-jährige Fluglehrer und sein 19-jähriger Flugschüler kamen dabei ums Leben. Im März des folgenden Jahres gab das Militär nach ausführlichen Untersuchungen bekannt, dass der Unfall durch einen Strömungsabriss in zu niedriger Höhe, also durch menschliches Versagen, verursacht worden war. Die aus Deutschland stammenden übrigen 15 Flugzeuge dieses Typs auf Chazerim hatten nach dem Absturz für einen Monat Startverbot bekommen. Es war der erste tödliche Zwischenfall dieser Art seit 2008 gewesen, als ein Fluglehrer und ein Schüler an Bord eines anderen Schulungsflugzeug-Typs ums Leben gekommen waren.